# Циклоп (судно)
«Цикло́п» (англ. USS Cyclops (AC-4)) — американское судно, построенное для ВМС США за несколько лет до начала Первой мировой войны, названо в честь персонажа греческой мифологии. В районе 4 марта 1918 года корабль бесследно исчез в районе Бермудского треугольника. Без вести пропали 306 человек — члены экипажа и пассажиры. Были высказаны предположения о том, что корабль был потоплен немецкой подводной лодкой, Германия же опровергла эту информацию. Более распространена версия, что корабль затонул в неожиданном шторме, но настоящая причина исчезновения «Циклопа» так и не установлена.

## История службы
«Циклоп» был введен в строй в 1910 году в качестве сухогруза и использовался как перевозчик угля вплоть до начала Первой Мировой войны. Экипаж получил благодарность от Государственного департамента США за помощь при эвакуации беженцев в Мексике (1914—1915).
В 1917 году Соединённые Штаты вступили в войну, корабль присоединился к конвою во Франции, в июле этого же года вернулся домой.
«Циклоп» использовался в разных целях, примерно в 1918 году отплыл в бразильские воды, чтобы снабжать английские корабли в Южной Атлантике. За свои действия судно вновь получило ряд благодарностей.

### Исчезновение
16 февраля 1918 года корабль покинул порт Рио-де-Жанейро и направился в сторону Североатлантических штатов.
На борту было 306 пассажиров и команда корабля. «Циклоп» также перевозил 10000 тонн марганцевой руды. Последний раз корабль видели в районе Барбадоса, где он сделал внеплановую остановку из-за перегрузки, хотя в Рио-де-Жанейро заявили, что загрузка происходила должным образом. Никаких тревожных сигналов экипаж не посылал.
Несмотря на тщательные поиски ни следов, ни обломков, ни тел   обнаружено не было. Было выдвинуто несколько версий произошедшего, но данные гипотезы полностью не удовлетворили никого.